# Geografia Sri Lanki

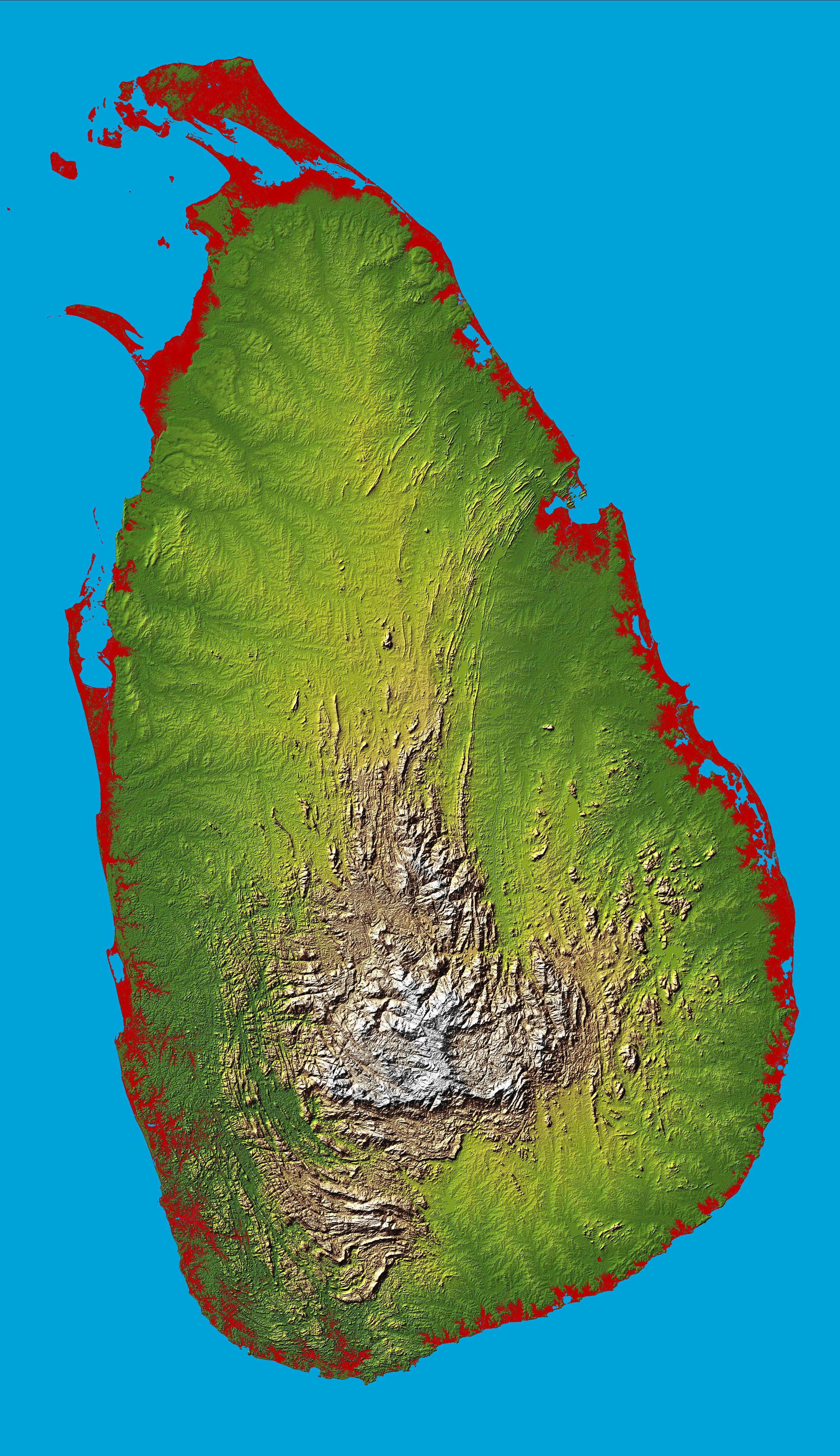
Mapa fizyczna Cejlonu

Sri Lanka (dawniej zwana Cejlonem) – jest państwem leżącym na wyspie Cejlon w Azji Południowej. Ten niewielki kraj został opanowany VI-V w. p.n.e. przez Hindusów. Przez ostatnie dziesięciolecia kraj ten jest znany z działalności Tamilskich Tygrysów – ugrupowania terrorystycznego chcącego przejąć władzę w państwie. Sri Lanka jest atrakcyjnym turystycznie krajem o gorącym klimacie.

## Powierzchnia, położenie i granice
Powierzchnia – 65 610 km² co odpowiada jednej piątej powierzchni Polski.
Położenie – Sri Lanka leży na wyspie Cejlon, około 50 km na południowy wschód od Indii. Wyspę oblewają wody Oceanu Indyjskiego, zaś od leżących w pobliżu Indii, Sri Lankę oddzielają wody cieśniny Palk i zatoka Mannar.
Skrajne punkty – północny 9°50'N, południowy 5°55'N, zachodni 79°45'E, wschodni 81°50'E. Państwo o kształcie zbliżonym do kropli lub łzy, jego rozciągłość południkowa wynosi 432 km a równoleżnikowa 224 km.
Sri Lanka poprzez wody terytorialne zatoki Mannar i cieśniny Palk graniczy z Indiami.

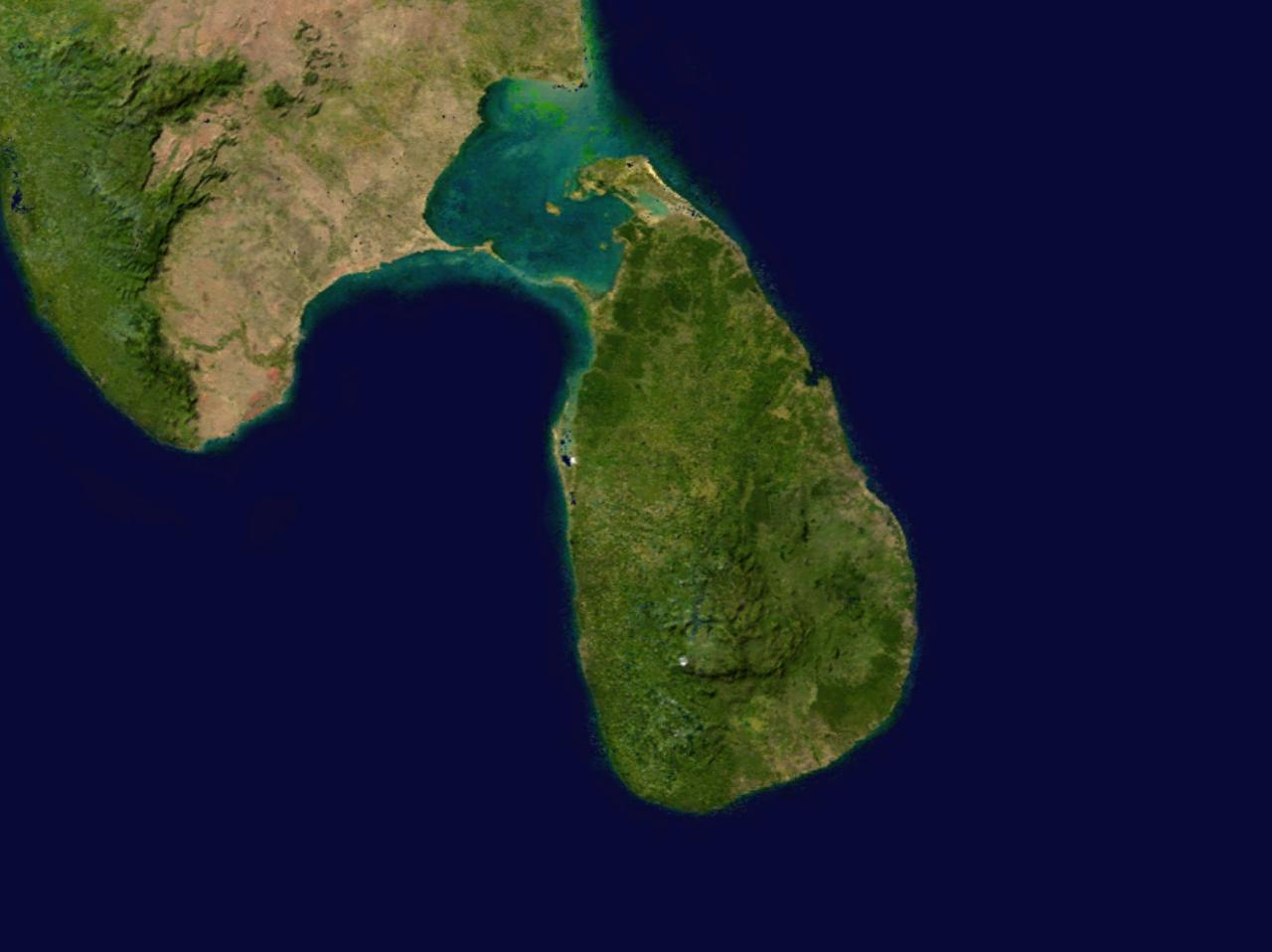
Sr Lanka i część Indii i widziana z kosmosu

Linia brzegowa – 1340 km

## Budowa geologiczna i rzeźba
Budowa geologiczna Sri Lanki świadczy o jej dawnym pochodzeniu – jest częścią dawnego kontynentu Gondwany. Kraj jest większości nizinny, gdzie płaskie i aluwialne niziny zajmują 80% powierzchni kraju. Obszary nizinne zajmują głównie północną część kraju, ale także wszystkie obszary nadbrzeżne kraju, część wschodnią i zachodnią. Tereny nizinne zbudowane są z jurajskich skał głównie wapieni. Na wschodzie nizinne równiny budują krystaliczne gnejsy i kwarcyty. Obszary nizinne urozmaicają miejscami pojedyncze wzniesienia. Wnętrze wyspy zajmuje Płaskowyż Centralny, który jest zbudowany z prekambryjskich skał krystalicznych, głównie z gnejsów i kwarcytów. Płaskowyż wznosi się przeciętnie na wysokości około 1500 m n.p.m. Obszar ten nie posiada jednolitej budowy, gdyż ruchy skorupy ziemskiej naruszyły strukturę płaskowyżu. W wyniku owych ruchów doszło do powstania głębokich dolin.
Obszary górskie zajmują na Cejlonie niewielką powierzchnię. Najwyższe wzniesienia wyspy znajdują się w południowej części kraju. Są to: szczyt Pidurutalagala będący najwyższą górą kraju, wznosi się na wysokość 2524 m n.p.m., drugim szczytem jest Szczyt Adama o wysokości 2243 m n.p.m. W południowo-zachodniej części kraju znajdują się góry będące przedłużeniem łańcucha Rakwan, budującego Płaskowyż Centralny.

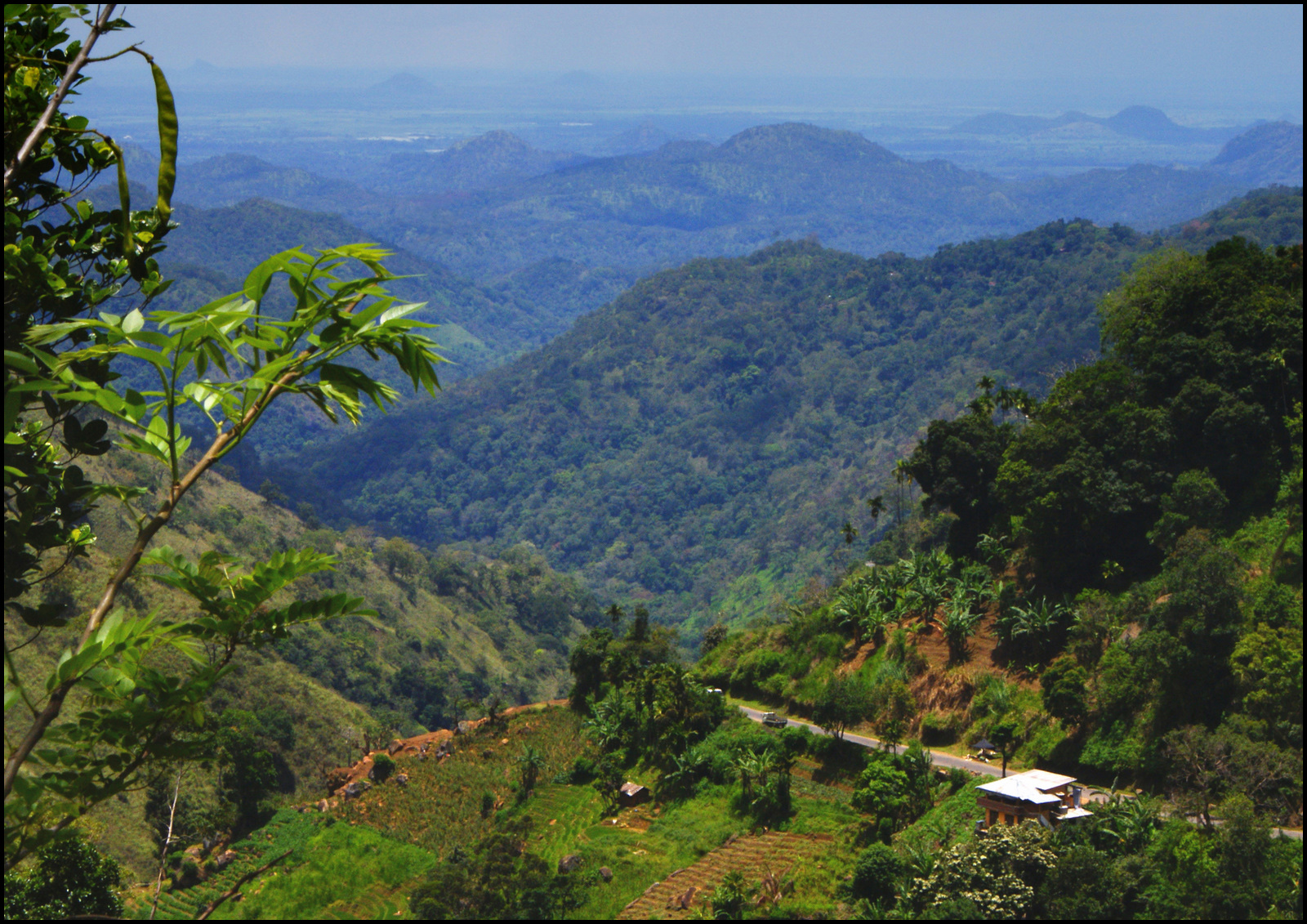
Wnętrze wyspy

Linia brzegowa jest słabo urozmaicona i wyrównana, zwłaszcza na południu. Jednak północna część wyspy jest bardziej rozwinięta i posiada kilka głębokich zatok. Wybrzeża są wąskie i najczęściej piaszczyste, w wielu miejscach odgrodzone o otwartego oceanu rafami koralowymi, które tworzą płytkie laguny. W zatoce Mannar znajduje się Most Adama — łańcuch piaszczystych wysp i raf, stanowiący naturalny pomost między Sri Lanką i Indiami.

## Klimat
Sri Lanka leży w strefie klimatu podrównikowego wilgotnego, charakteryzującego się wysokimi temperaturami i opadami deszczu. Klimat kształtuje wiatry monsunowe, regulujące rytm opadów.
Opady deszczu w kraju są wysokie, ich ilości mogą nawet klasyfikować Sri Lankę do stref typowego klimatu równikowego. Jednakże ta nie jest, ponieważ opady w ciągu roku nie są regularne. Maksima opadowe przypadają na wiosnę i jesień, w kraju nie ma wyraźnej pory suchej, ponieważ we wszystkich miesiącach na większości obszarów, średnie opadowe nie obniżają się poniżej 60 mm. Jednakże na północy kraju jest nieco inaczej i tam zaznacza się wyraźna pora sucha, która może trwać nawet pół roku. Północna i wschodnia część kraju jest bardziej sucha i roczne opady wynoszą tam średnio 1000 mm. Na południowym zachodzie opady są najwyższe i utrzymują się w granicach 2000 – 3000 mm rocznie. Maksymalnie może spaść do 3700 mm deszczu rocznie. Największe opady notuje się jednak górach, tam wartości opadowe w ciągu roku mogą dojść nawet do 5000 mm.
Temperatury mają przebieg typowy dla klimatu podrównikowego, czyli roczne amplitudy są zauważalne. Na obszarach nisko położonych i na wybrzeżach temperatury wynoszą od 22 °C w okresie zimowym do 33 °C. Na Sri Lance nie notuje się ekstremalnych temperaturach sięgających 40 °C, aczkolwiek na słońcu są one zdecydowanie wyższe. Temperatury są lokalnie zróżnicowane z powodu rzeźby terenu. W górach wartości termiczne spadają nawet do 7 °C. Średnie temperatury górskie wahają się do 15 do 20 °C.
Klimat Sri Lanki charakteryzuje się wysoką wilgotnością względną nie spadającą poniżej 60%, a przekraczającą często 80%.

## Wody
Sieć rzeczna Cejlonu jest bardzo gęsta ze względu na obfite opady deszczu. Wszystkie rzeki są stałe i należą do zlewiska Oceanu Indyjskiego. Cieki wodne rozchodzą się promieniście wypływają z gór i z Płaskowyżu Centralnego. Rzeki są krótkie i pełne progów i wodospadów, które uniemożliwiają żeglugę. Na rzekach Cejlonu zbudowano wiele zbiorników retencyjnych mających na celu zapobieżenie powodziom, które są częstym zjawiskiem w krajach o wilgotnym monsunowym klimacie. Główną rzeką kraju jest Mahaweli o długości 335 km, która spływa ku wschodniemu wybrzeżu. Ujścia rzek są silnie zabagnione.

## Gleby
Gleby Sri Lanki to głównie ferralitowe gleby czerwone, które są ubogie w składniki mineralne. Poza nimi w kraju występują żyzne gleby aluwialne – fluwisole, które występują w dolinach rzek. Gleby te wykorzystywane są rolniczo, ponieważ jako czarnoziemy posiadają dużą ilość próchnicy. Miejscami na terenach podmokłych przy ujściach rzek występują gleby bagienne glejsole.

## Flora
Pierwotnie świat roślin był bardzo bogaty ze względu na sprzyjający temu klimat. Jednak obecnie tylko jedna trzecia powierzchni kraju zawiera naturalną strefę roślinną jaką są lasy. Na Cejlonie rośnie kilka typów lasów. Na północy rośnie suchy las monsunowy, który traci liście w porze suchej. Na północy i na wschodzie ponadto elementem krajobrazu są wysoko trawiaste sawanny, zwane patama, a na nizinach talawa. Południe kraju jest zdominowane przez fragmenty wilgotnych lasów równikowych. Do charakterystycznych gatunków drzew jakie tam rosną należą sandałowce i drzewa chlebowe. Poza nimi także hebanowce i drzewiaste paprocie. Ujścia rzek i wybrzeża pokrywają lasy namorzynowe i inne formy roślinności namorzynowej. Na południowym zachodzie Sri Lanki na wybrzeżu rosną palmy kokosowe.

## Fauna
Świat zwierząt jest bardzo bogaty i należy do Regionu Cejlońskiego Krainy Orientalnej. Największym ssakiem jest słoń indyjski, który w stanie dzikim zamieszkuje tereny do wysokości 2000 m n.p.m. Lasy zamieszkują jelenie, niedźwiedzie wargacze, dzikie bawoły, kanczyle indyjskie i liczne gatunki kotowatych. Do niebezpiecznych drapieżników należy lampart i kobra indyjska. W lasach i na sawannach żyją licznie gatunki małp w tym endemiczny makak manga, hulman i langur białobrody. Na wyspie żyje także największy gatunek nietoperza owadożernego – rudawka wielka. Bogaty jest także świat ptaków z których najciekawszym przykładem jest sowa bosonoga. Do gatunków najliczniej występujących należą kormoran indyjski, łowiec krasnodzioby i żółna modrosterna. Liczne są także gady, poza kobrą w rzekach żyją krokodyle, m.in. najbardziej znane gatunki takie jak krokodyl różańcowy i krokodyl błotny. Na brzegach lagun najczęściej zaobserwować można warana paskowanego. Do węży oprócz kobry indyjskiej zalicza się również żmiję łańcuszkową oraz pytona tygrysiego.
Tereny chronione zajmują łącznie około 7% powierzchni kraju czyli prawie 5000 km². Na Cejlonie istnieje 11 parków narodowych.